# Parthenicus covilleae
Parthenicus covilleae är en insektsart som beskrevs av Van Duzee 1918. Parthenicus covilleae ingår i släktet Parthenicus och familjen ängsskinnbaggar. Inga underarter finns listade i Catalogue of Life.